# Немчиново
Немчи́ново — деревня в Одинцовском городском округе Московской области. Расположена в восточной части района в 3 км к западу от Москвы в конце Сколковского шоссе.

## Население
| 2002 | 2006 | 2010 |
| ---- | ---- | ---- |
| 357  | →357 | ↘329 |

## Транспорт
В деревне заканчивается Сколковское шоссе, по которому ходит единственный автобус до Москвы: автобус № 867 — (Улица Герасима Курина — м. Кунцевская — Немчиново), который с 01.01.2015 года обслуживается Одинцовским ПАТП Мострансавто.